# 萨姆·奥基耶雷
萨姆·奥基耶雷（英語：Sam Okyere，全名：英語：，1991年4月21日—）是一名加纳男藝人，於韓國作為放送人活動。萨姆懂得韓語、英語、法语和斯瓦希里語。 
萨姆的父亲在加纳是進口韩国汽车的進口業者，爷爷以前是加納大學的英語學科教授。當初會到韓國，是因為父親對於韓國政府獎學金制度的建議 。2009年，他來到韩国，进入西江大学。2013年与朋友在KBS節目《大國民Talk Show-你好》出演，並以此為契機踏入演藝界，及後由2014年7月起，以固定成員出演JTBC節目《非首脑会谈》。

## 学歷
- 西江大学 工程学院 计算机工程学學士学位

### 非學位課程
- 高麗大學 国际语言學院

## 影視作品

### 電視節目
- 《搞笑演唱會》(KBS2)
- 《非首脑会谈》(JTBC，2014年至2016年，2017年)
- 《韓食大戰2》(OLIVE，2014年)
- 《真正的男人》(MBC，2015年)
- 《我們小區藝體能》(KBS2，2015年)
- 《叢林的法則》(SBS，2015年)
- 《驚人的大會-Star King》(SBS，2015年)
- 《SNL Korea 6》(tvN，2015年)
- 《我朋友的家在哪裏》(JTBC，2015年)
- 《無限挑戰》(MBC，2015年、2016年)
- 《大腦性感的時代－問題的男人》(tvN，2016年)
- 《Cook家代表》(JTBC，2016年)
- 《出发梦之队2》(KBS2，2016年)
- 《Battle Trip》(KBS2，2016年)
- 《寄宿房的女兒們》(KBS2，2017年)
- 《拜托了冰箱》(JTBC，2018年)
- 《Men on Air》(tbs eFM Radio，2017至今)
- 《不朽的名曲：傳說在歌唱》(KBS2，2018年)
- 《Dunia》(MBC，2018年)
- 《更窮遊豪華團》(tvN，2019年)

### 电视剧
- 《黃金巨塔》(tvN，2014年)
- 《心情好又暖》(MBC，2015年)
- 《武林學校》(KBS2，2016年)

### 电影
- 《地獄奶奶》(2015年) - 特別客串
- 《Intimate Enemies》(2015年)

## 宣傳大使
| 年度 | 經歷                        |
| ---- | --------------------------- |
| 2016 | - K Smile Campaign 宣傳大使 |

## 获奖經歷
| 年度 | 奖項                            |
| ---- | ------------------------------- |
| 2019 | - 2019年亚洲模特兒大奖 时尚明星 |

## 註腳
1. ↑  .   [2019-06-19]. （原始内容存档于2017-09-24）.
2. ↑  . 뉴스엔. 2016-02-12  [2019-06-19]. （原始内容存档于2020-09-25）.